# Phong Hải, thị xã Phong Điền
Phong Hải là một phường thuộc thị xã Phong Điền, thành phố Huế, Việt Nam.

## Địa lý
Phường Phong Hải có vị trí địa lý:
- Phía đông và phía bắc giáp Biển Đông
- Phía tây bắc giáp phường Phong Phú
- Phía nam giáp huyện Quảng Điền.

Phường Phong Hải có diện tích 18,16 km², dân số năm 2023 là 9.093 người, mật độ dân số đạt 500 người/km².

## Hành chính
Phường Phong Hải được chia thành 13 tổ dân phố: Hải Đông, Hải Nhuận, Hải Phú, Hải Thành, Hải Thế, Minh Hương, Ngư Nghiệp, Thế Chí Đông 1, Thế Chí Đông 2, Thế Chí Đông 3, Thế Chí Đông 4, Thế Chí Đông 5, Thế Chí Đông 6.

## Lịch sử
Phong Hải là một trong những làng biển có lịch sử lâu đời nhất của tỉnh Thừa Thiên Huế khi tổ tiên của chúng tôi được xác nhận là những cư dân Đàng ngoài theo chân các chúa Nguyễn vào Đàng trong bằng đường biển rồi định cư ở đó sớm nhất. Tuy nhiên, lịch sử "đáng nói" nhất của Phong Hải lại được kể từ thời điểm những năm 1980 của thế kỷ này.
Ngày 12 tháng 1 năm 1984, Hội đồng Bộ trưởng ban hành Quyết định số 7-HĐBT về việc:
- Sáp nhập thôn Trung Đông của xã Phong Hải vào xã Điền Hương.
- Sáp nhập thôn Trung Hải của xã Phong Hải vào xã Điền Môn.
- Sáp nhập thôn Tân Hội và thôn Mỹ Hoà của xã Phong Hải vào xã Điền Lộc.
- Sáp nhập thôn Thế Mỹ A và thôn Thế Mỹ B của xã Phong Hải vào xã Điền Hòa.

Sau khi sáp nhập, xã Phong Hải còn lại thôn Hải Nhuận và thôn Hải Đông.
Xã Điền Hải có 8 thôn: 1, 2, 3, 4, 5, 6, 7, 8. Xã Phong Hải có 5 thôn: Hải Đông, Hải Nhuận, Hải Phú, Hải Thành, Hải Thế.
Ngày 30 tháng 11 năm 2024:
- Quốc hội ban hành Nghị quyết số 175/2024/QH15[5] về việc thành lập thành phố Huế trực thuộc trung ương trên cơ sở toàn bộ diện tích và dân số tỉnh Thừa Thiên Huế.
- Ủy ban Thường vụ Quốc hội ban hành Nghị quyết số 1314/NQ-UBTVQH15[1] về việc sắp xếp đơn vị hành chính cấp huyện, cấp xã của thành phố Huế giai đoạn 2023 – 2025 (nghị quyết có hiệu lực từ ngày 1 tháng 1 năm 2025). Theo đó, thành lập phường Phong Hải thuộc thị xã Phong Điền trên cơ sở toàn bộ 12,69 km² diện tích tự nhiên, quy mô dân số là 5.067 người của xã Điền Hải và toàn bộ 5,47 km² diện tích tự nhiên, quy mô dân số là 4.026 người của xã Phong Hải.

Phường Phong Hải có 18,16 km² diện tích tự nhiên và quy mô dân số là 9.093 người.
Ngày 14 tháng 1 năm 2025, UBND TP. Huế ban hành Quyết định số 94/QĐ-UBND về việc:
- Chuyển thôn Hải Đông thành tổ dân phố Hải Đông.
- Chuyển thôn Hải Nhuận thành tổ dân phố Hải Nhuận.
- Chuyển thôn Hải Phú thành tổ dân phố Hải Phú.
- Chuyển thôn Hải Thành thành tổ dân phố Hải Thành.
- Chuyển thôn Hải Thế thành tổ dân phố Hải Thế.
- Chuyển thôn Minh Hương thành tổ dân phố Minh Hương.
- Chuyển thôn Ngư Nghiệp thành tổ dân phố Ngư Nghiệp.
- Chuyển thôn Thế Chí Đông 1 thành tổ dân phố Thế Chí Đông 1.
- Chuyển thôn Thế Chí Đông 2 thành tổ dân phố Thế Chí Đông 2.
- Chuyển thôn Thế Chí Đông 3 thành tổ dân phố Thế Chí Đông 3.
- Chuyển thôn Thế Chí Đông 4 thành tổ dân phố Thế Chí Đông 4.
- Chuyển thôn Thế Chí Đông 5 thành tổ dân phố Thế Chí Đông 5.
- Chuyển thôn Thế Chí Đông 6 thành tổ dân phố Thế Chí Đông 6.